# Ruschia (plant)
Ruschia is een geslacht uit de ijskruidfamilie (Aizoaceae). De soorten uit het geslacht komen voor in Zuid-Afrika.

## Soorten
- Ruschia abbreviata L.Bolus
- Ruschia acocksii L.Bolus
- Ruschia acuminata L.Bolus
- Ruschia acutangula (Haw.) Schwantes
- Ruschia aggregata L.Bolus
- Ruschia alata L.Bolus
- Ruschia albida Klak
- Ruschia altigena (L.Bolus) L.Bolus
- Ruschia amicorum (L.Bolus) Schwantes
- Ruschia ampliata L.Bolus
- Ruschia approximata (L.Bolus) Schwantes
- Ruschia archeri L.Bolus
- Ruschia aspera L.Bolus
- Ruschia atrata L.Bolus
- Ruschia axthelmiana (Dinter) Schwantes
- Ruschia barnardii L.Bolus
- Ruschia beaufortensis L.Bolus
- Ruschia bijliae L.Bolus
- Ruschia bipapillata L.Bolus
- Ruschia bolusiae Schwantes
- Ruschia brakdamensis (L.Bolus) L.Bolus
- Ruschia breekpoortensis L.Bolus
- Ruschia brevibracteata L.Bolus
- Ruschia brevicyma L.Bolus
- Ruschia brevifolia L.Bolus
- Ruschia brevipes L.Bolus
- Ruschia britteniae L.Bolus
- Ruschia burtoniae L.Bolus
- Ruschia calcarea L.Bolus
- Ruschia calcicola (L.Bolus) L.Bolus
- Ruschia callifera L.Bolus
- Ruschia campestris (Burch.) Schwantes
- Ruschia canonotata (L.Bolus) Schwantes
- Ruschia capornii (L.Bolus) L.Bolus
- Ruschia caroli (L.Bolus) Schwantes
- Ruschia caudata L.Bolus
- Ruschia cedarbergensis L.Bolus
- Ruschia centrocapsula H.E.K.Hartmann & Stüber
- Ruschia ceresiana Schwantes
- Ruschia cincta (L.Bolus) L.Bolus
- Ruschia clavata L.Bolus
- Ruschia complanata L.Bolus
- Ruschia congesta (Salm-Dyck) L.Bolus
- Ruschia copiosa L.Bolus
- Ruschia costata L.Bolus
- Ruschia cradockensis (Kuntze) H.E.K.Hartmann & Stüber
- Ruschia crassa (L.Bolus) Schwantes
- Ruschia crassisepala L.Bolus
- Ruschia cupulata (L.Bolus) Schwantes
- Ruschia curta (Haw.) Schwantes
- Ruschia cymbifolia (Haw.) L.Bolus
- Ruschia cymosa (L.Bolus) Schwantes
- Ruschia decurrens L.Bolus
- Ruschia decurvans L.Bolus
- Ruschia dejagerae L.Bolus
- Ruschia deminuta L.Bolus
- Ruschia densiflora L.Bolus
- Ruschia depressa L.Bolus
- Ruschia dichroa (Rolfe) L.Bolus
- Ruschia dielsiana (A.Berger) H.Jacobsen ex H.E.K.Hartmann
- Ruschia dilatata L.Bolus
- Ruschia divaricata L.Bolus
- Ruschia diversifolia L.Bolus
- Ruschia duthieae (L.Bolus) Schwantes
- Ruschia edentula (Haw.) L.Bolus
- Ruschia elineata L.Bolus
- Ruschia erecta Schwantes
- Ruschia esterhuyseniae L.Bolus
- Ruschia exigua L.Bolus
- Ruschia extensa L.Bolus
- Ruschia festiva (N.E.Br.) Schwantes
- Ruschia filipetala L.Bolus
- Ruschia firma L.Bolus
- Ruschia floribunda L.Bolus
- Ruschia foliosa (Haw.) Schwantes
- Ruschia fourcadei L.Bolus
- Ruschia framesii L.Bolus
- Ruschia frederici (L.Bolus) L.Bolus
- Ruschia fugitans L.Bolus
- Ruschia geminiflora (Haw.) Schwantes
- Ruschia glauca L.Bolus
- Ruschia goodiae L.Bolus
- Ruschia gracilipes L.Bolus
- Ruschia gracilis L.Bolus
- Ruschia griquensis (L.Bolus) Schwantes
- Ruschia grisea (L.Bolus) Schwantes
- Ruschia hamata (L.Bolus) Schwantes
- Ruschia haworthii H.Jacobsen & G.D.Rowley
- Ruschia heteropetala L.Bolus
- Ruschia holensis L.Bolus
- Ruschia imbricata (Haw.) Schwantes
- Ruschia impressa L.Bolus
- Ruschia inclusa L.Bolus
- Ruschia inconspicua L.Bolus
- Ruschia incurvata L.Bolus
- Ruschia indecora (L.Bolus) Schwantes
- Ruschia indurata (L.Bolus) Schwantes
- Ruschia intermedia L.Bolus
- Ruschia intricata (N.E.Br.) H.E.K.Hartmann & Stüber
- Ruschia karrachabensis L.Bolus
- Ruschia karrooica (L.Bolus) L.Bolus
- Ruschia kenhardtensis L.Bolus
- Ruschia kliphergensis L.Bolus
- Ruschia kuboosana L.Bolus
- Ruschia langebaanensis L.Bolus
- Ruschia lapidicola L.Bolus
- Ruschia lavisii L.Bolus
- Ruschia laxa (Willd.) Schwantes
- Ruschia laxiflora L.Bolus
- Ruschia laxipetala L.Bolus
- Ruschia leptocalyx L.Bolus
- Ruschia lerouxiae (L.Bolus) L.Bolus
- Ruschia leucosperma L.Bolus
- Ruschia lineolata (Haw.) Schwantes
- Ruschia lisabeliae L.Bolus
- Ruschia macowanii (L.Bolus) Schwantes
- Ruschia magnifica Klak
- Ruschia mariae L.Bolus
- Ruschia marianae (L.Bolus) Schwantes
- Ruschia maxima (Haw.) L.Bolus
- Ruschia middlemostii L.Bolus
- Ruschia misera (L.Bolus) L.Bolus
- Ruschia mollis Schwantes
- Ruschia montaguensis L.Bolus
- Ruschia muelleri (L.Bolus) Schwantes
- Ruschia muiriana (L.Bolus) Schwantes
- Ruschia multiflora (Haw.) Schwantes
- Ruschia muricata L.Bolus
- Ruschia namusmontana Friedrich
- Ruschia nelii Schwantes
- Ruschia nieuwerustensis L.Bolus
- Ruschia nonimpressa L.Bolus
- Ruschia obtusa L.Bolus
- Ruschia odontocalyx (Schltr. & Diels) Schwantes
- Ruschia orientalis L.Bolus
- Ruschia pallens L.Bolus
- Ruschia parviflora Schwantes
- Ruschia parvifolia L.Bolus
- Ruschia patens L.Bolus
- Ruschia patulifolia L.Bolus
- Ruschia pauciflora L.Bolus
- Ruschia paucipetala L.Bolus
- Ruschia perfoliata (Mill.) Schwantes
- Ruschia phylicoides L.Bolus
- Ruschia pinguis L.Bolus
- Ruschia pollardii Friedrich
- Ruschia primosii L.Bolus
- Ruschia pulvinaris L.Bolus
- Ruschia punctulata (L.Bolus) H.E.K.Hartmann
- Ruschia pungens (A.Berger) H.Jacobsen
- Ruschia putterillii (L.Bolus) L.Bolus
- Ruschia rariflora L.Bolus
- Ruschia recurva (Moench) H.E.K.Hartmann
- Ruschia rigens L.Bolus
- Ruschia rigida (Haw.) Schwantes
- Ruschia rigidicaulis (Haw.) Schwantes
- Ruschia robusta L.Bolus
- Ruschia rubricaulis (Haw.) L.Bolus
- Ruschia rupicola (Engl.) Schwantes
- Ruschia ruralis (N.E.Br.) Schwantes
- Ruschia ruschiana (Dinter) Dinter & Schwantes
- Ruschia sabulicola Dinter
- Ruschia sandbergensis L.Bolus
- Ruschia sarmentosa (Haw.) Schwantes
- Ruschia scabra H.E.K.Hartmann
- Ruschia schollii (Salm-Dyck) Schwantes
- Ruschia semidentata (Haw.) Schwantes
- Ruschia semiglobosa L.Bolus
- Ruschia senaria L.Bolus
- Ruschia serrulata (Haw.) Schwantes
- Ruschia sessilis (Thunb.) H.E.K.Hartmann
- Ruschia singula L.Bolus
- Ruschia solitaria L.Bolus
- Ruschia spinosa (L.) Dehn
- Ruschia staminodiosa L.Bolus
- Ruschia stricta L.Bolus
- Ruschia strubeniae (L.Bolus) Schwantes
- Ruschia suaveolens L.Bolus
- Ruschia subpaniculata L.Bolus
- Ruschia subsphaerica L.Bolus
- Ruschia subteres L.Bolus
- Ruschia tardissima L.Bolus
- Ruschia tecta L.Bolus
- Ruschia tenella (Haw.) Schwantes
- Ruschia testacea L.Bolus
- Ruschia tribracteata L.Bolus
- Ruschia triflora L.Bolus
- Ruschia truteri L.Bolus
- Ruschia tumidula (Haw.) Schwantes
- Ruschia uitenhagensis (L.Bolus) Schwantes
- Ruschia umbellata (L.) Schwantes
- Ruschia uncinata (L.) Schwantes
- Ruschia unidens (Haw.) Schwantes
- Ruschia vaginata Schwantes
- Ruschia valida Schwantes
- Ruschia vanbredae L.Bolus
- Ruschia vanderbergiae L.Bolus
- Ruschia vanheerdei L.Bolus
- Ruschia vanniekerkiae L.Bolus
- Ruschia versicolor L.Bolus
- Ruschia vetovalida H.E.K.Hartmann
- Ruschia victoris (L.Bolus) L.Bolus
- Ruschia virens L.Bolus
- Ruschia virgata (Haw.) L.Bolus
- Ruschia viridifolia L.Bolus
- Ruschia vulvaria (Dinter) Schwantes

... · 
Antimima · 
Argyroderma · 
Carpobrotus · 
Disphyma · 
Dorotheanthus · 
Gibbaeum · 
Lapidaria · 
Lithops · 
Mesembryanthemum · 
Sceletium · 
Tetragonia · 
...